# Académie SOAR
O Académie Super Olympique d'une Afrique Renaissante, mais conhecido como Académie SOAR, anteriormente conhecido como CO Coyah, é um clube de futebol de Guiné, da cidade de Ratoma. Suas cores são azul e preto. O clube compete na Ligue 1 Pro, a elite do futebol guineano. O SOAR se estabeleceu como um gerador de talentos ao desenvolver jogadores novos, mais notalvente o Morlaye Sylla.

## História
Coyah se qualificou pela primeira vez para a elite guineana na temporada de 2016–17. Porém, teve tempos difícies de subidas e descidas entre a primeira e segunda divisão. Em 2019, o CO Coyah subiu para a primeira divisão e mudou o nome para Académie SOAR, pois foi comprado por Almamy Saidou Sylla. Nesta mesma temporada o time terminou a temporada em quarto lugar. Em 2021/22 o clube foi vice-campeão.